# Sullivans Tracks
Sullivans Tracks è una comunità non incorporata degli Stati Uniti d'America della contea di Grant nello Stato del Kansas. Si trova al confine tra le Sherman e Sullivan Townships all'incrocio della Cimarron Valley Railroad con le strade E e 13, 6 miglia (9 km) ad ovest-sud-ovest del capoluogo di contea di Ulysses.